# Eligius Fromentin
Eligius Fromentin (* um 1767 in Frankreich; † 6. Oktober 1822 in New Orleans, Louisiana, USA) war ein französisch-amerikanischer römisch-katholischer Priester sowie US-Senator für den Bundesstaat Louisiana.

## Biografie

### Frühes Leben
Eligius Fromentin gilt als der einzige Senator der US-Geschichte, von dem man weder das genaue Geburtsjahr noch den Geburtsort weiß. Bestätigt jedoch gilt, dass er in Frankreich geboren wurde und nach seinem Studium zum römisch-katholischen Priester geweiht wurde. Er erhielt in Étampes seine erste und einzige Gemeinde. Vermutlich wurde Fromentin sogar in Étampes geboren. Während der Französischen Revolution floh Fromentin aus Frankreich, emigrierte in die USA, ließ sich zunächst in Pennsylvania und später in Maryland nieder, wo er als Religionslehrer an einer Schule Anstellung fand. Heute kennt man nicht den Grund, der zum Austritt Fromentins aus der Kirche führte. Jedenfalls begann er Rechtswissenschaften zu studieren und zog daraufhin nach Louisiana.

### Politische Karriere
Nachdem er in New Orleans eine eigene Kanzlei eröffnet hatte, begann er 1807 seinen Weg in der Politik, als er zum Schreiber des Repräsentantenhauses im Orleans-Territorium ernannt wurde. Fünf Jahre später, 1812, wurde Fromentin Sekretär des Verfassungskonvents von Louisiana; danach war er bis 1813 als Sekretär des Staatssenats tätig. Am 4. März 1813 trat er die Nachfolge von Allan B. Magruder als Senator an und vertrat als Mitglied der Demokratisch-Republikanischen Partei den Bundesstaat Louisiana sechs Jahre lang, bis zum 3. März 1819, im Kongress. 1821 wurde Fromentin zum Obersten Richter am Straflandesgericht ernannt; im Mai desselben Jahres sollte er dieselbe Funktion im Bundesstaat Florida antreten. Allerdings verzichtete er auf die Ernennung und kehrte in seine Anwaltskanzlei nach New Orleans zurück, wo er ein Jahr später, am 6. Oktober 1822, starb.